# Islas Thousand
Las islas Thousand (en inglés: Thousand Islands, en español, mil islas) forman un archipiélago en el curso superior del río San Lorenzo en la frontera entre Estados Unidos y Canadá. El archipiélago está compuesto por 1864 pequeñas islas, la mayoría de las cuales están en el sureste de la provincia de Ontario, Canadá y el norte del estado de Nueva York, Estados Unidos. 
Gran cantidad de las islas que la componen son privadas. En 1914 fue creado el parque nacional Islas San Lorenzo por Canadá, que integra veintitrés de ellas y otros pequeños islotes. 
La isla mayor es la isla Wolfe, en Ontario, con una superficie de 127 km². Las islas son conocidas como un lugar de vacaciones desde mediados del siglo XIX.